# Harold Preciado
Harold Fabián Preciado Villarreal (Tumaco, 1 de junho de 1994), conhecido por Harold Preciado, é um futebolista colombiano que joga como centroavante. Atualmente joga pelo Santos Laguna.

## Carreira

### Deportivo Cali
Preciado chegou nas categorias de base do Deportivo Cali em 2009. Estreou profissionalmente em 2013, na vitória por 3 a o sobre o Depor.

### Jaguares
Foi emprestado ao Jaguares em 2014, ajudando o time a subir da Categoría Primera B para a Categoría Primera A e sendo artilheiro do Torneo Apertura com 15 gols marcados.

### Retorno ao Deportivo Cali
Voltou ao seu clube formador no fim do empréstimo para se tornar titular e um dos destaques da equipe.

### Shenzhen
Na temporada 2017, Preciado foi vendido por 7 milhões de euros para o Shenzhen, da China.

## Seleção Colombiana
Ele fez parte do elenco da Seleção Colombiana de Futebol nas Olimpíadas de 2016.

## Estatísticas
Até 18 de março de 2017.

### Clubes
| Clube             | Temporada         | Campeonato nacional | Campeonato nacional | Campeonato nacional | Copa nacional[a] | Copa nacional[a] | Copa nacional[a] | Competições continentais[b] | Competições continentais[b] | Competições continentais[b] | Outros torneios[c] | Outros torneios[c] | Outros torneios[c] | Total | Total | Total   |
| Clube             | Temporada         | Jogos               | Gols                | Assist.             | Jogos            | Gols             | Assist.          | Jogos                       | Gols                        | Assist.                     | Jogos              | Gols               | Assist.            | Jogos | Gols  | Assist. |
| ----------------- | ----------------- | ------------------- | ------------------- | ------------------- | ---------------- | ---------------- | ---------------- | --------------------------- | --------------------------- | --------------------------- | ------------------ | ------------------ | ------------------ | ----- | ----- | ------- |
| Deportivo Cali    | 2013              | 1                   | 0                   | 1                   | 5                | 0                | 0                | —                           | —                           | —                           | —                  | —                  | —                  | 6     | 0     | 1       |
| Deportivo Cali    | Total             | 1                   | 0                   | 1                   | 5                | 0                | 0                | 0                           | 0                           | 0                           | 0                  | 0                  | 0                  | 6     | 0     | 1       |
| Jaguares          | 2014              | 36                  | 21                  | 0                   | 4                | 1                | 0                | —                           | —                           | —                           | —                  | —                  | —                  | 40    | 22    | 0       |
| Jaguares          | Total             | 36                  | 21                  | 0                   | 4                | 1                | 0                | 0                           | 0                           | 0                           | 0                  | 0                  | 0                  | 40    | 22    | 0       |
| Deportivo Cali    | 2015              | 46                  | 25                  | 9                   | 4                | 1                | 0                | —                           | —                           | —                           | 3                  | 2                  | 0                  | 53    | 28    | 9       |
| Deportivo Cali    | 2016              | 28                  | 13                  | 1                   | 2                | 0                | 0                | 3                           | 0                           | 2                           | 2                  | 0                  | 0                  | 35    | 13    | 3       |
| Deportivo Cali    | Total             | 74                  | 38                  | 10                  | 6                | 1                | 0                | 3                           | 0                           | 2                           | 4                  | 2                  | 0                  | 88    | 41    | 12      |
| Shenzhen          | 2017              | 14                  | 14                  | 3                   | 0                | 0                | 0                | —                           | —                           | —                           | —                  | —                  | —                  | 14    | 14    | 3       |
| Shenzhen          | Total             | 14                  | 14                  | 3                   | 0                | 0                | 0                | 0                           | 0                           | 0                           | 0                  | 0                  | 0                  | 14    | 14    | 3       |
| Total na carreira | Total na carreira | 125                 | 73                  | 14                  | 15               | 2                | 1                | 3                           | 0                           | 2                           | 5                  | 2                  | 0                  | 148   | 77    | 16      |

- a. ^ Jogos da Copa Colômbia
- b. ^ Jogos da Copa Libertadores da América
- c. ^ Jogos da Noche Crema, Copa Ciudad de Popayán, Copa EuroAmericana e Supercopa Colombia

|                | Data                  | Local                                                     | Resultado | Adversário           | Gols | Assist. | Competição                     |
| -------------- | --------------------- | --------------------------------------------------------- | --------- | -------------------- | ---- | ------- | ------------------------------ |
| Deportivo Cali |                       |                                                           |           |                      |      |         |                                |
| 47.            | 22 de janeiro de 2015 | Monumental, Lima, Peru                                    | 2–0       | Universitario        | 0    | 0       | Noche Crema de 2015            |
| 48.            | 25 de janeiro de 2015 | Ciro López, Popayán, Colômbia                             | 3–1       | Millonarios          | 2    | 0       | Copa Ciudad de Popayán de 2015 |
|                | 26 de julho de 2015   | Deportivo Cali, Cali, Colômbia                            | 3–2       | Málaga               | 0    | 0       | Copa EuroAmericana de 2015     |
| Shenzhen       |                       |                                                           |           |                      |      |         |                                |
| 134.           | 12 de março de 2017   | Shenzhen Stadium, Shenzhen, China                         | 6–0       | Dalian Transcendence | 3    | 1       | China League One de 2017       |
| 135.           | 18 de março de 2017   | Lijiang Sports Development Centre Stadium, Lijiang, China | 3–1       | Lijiang Jiayunhao    | 2    | 0       | China League One de 2017       |

### Seleção Colombiana
Abaixo estão listados todos jogos e gols do futebolista pela Seleção Colombiana, desde as categorias de base. Abaixo da tabela, clique em expandir para ver a lista detalhada dos jogos de acordo com a categoria selecionada.
Sub-23 (Olímpico)
| Ano   |       |      |         |       |
| Ano   | Jogos | Gols | Assist. | Média |
| ----- | ----- | ---- | ------- | ----- |
| 2016  | 5     | 0    | 0       | 0     |
| Total | 5     | 0    | 0       | 0     |

Seleção principal
| Ano   |       |      |         |       |
| Ano   | Jogos | Gols | Assist. | Média |
| ----- | ----- | ---- | ------- | ----- |
| 2016  | 0     | 0    | 0       | 0     |
| Total | 0     | 0    | 0       | 0     |

## Títulos
Jaguares
- Primera B: 2014

Deportivo Cali
- Noche Crema: 2015
- Copa EuroAmericana: 2015
- Trofeo DirecTV: 2015
- Torneo Apertura: 2015

### Artilharias
- Torneo Apertura de la Primera B 2014: (18 gols)
- Torneo Apertura de la Primera A 2015: (15 gols)
- Torneo Finalización de la Primera A 2015: (13 gols)